# Berekum Arsenal
Berekum Arsenal is een Ghanese voetbalclub uit de stad Berekum. De club werd opgericht in 1978 en werd genoemd naar de Engelse topclub Arsenal FC, van welke club ook de clubkleuren werden overgenomen.
De club speelt sinds 2001 in de hoogste klasse en haalde na drie seizoenen een eerste goede plaats (vijfde). In 2006 deed de club het zelfs nog beter met een vierde plaats.

## Bekende (ex-) spelers
- Emmanuel Badu